# Ловцкая, Фаня Исааковна
Фаня Исааковна Ловцкая (урождённая Шварцман, нем. Fanny Lowtzky; 24 декабря 1873, Киев — 5 июня 1965, Цюрих) — немецкий и швейцарский философ и психоаналитик, сестра философа Льва Шестова.

## Биография
Родилась в семье купца первой гильдии Исаака Моисеевича Шварцмана (1832—1914, родом из Каменца-Подольского) и его жены Анны Григорьевны (урождённой Шрейбер, 1845—1934, родом из Херсона). Её родители в 1865 году основали на Подоле «Товарищество мануфактур Исаак Шварцман» по торговле британским сукном, которое впоследствии достигло трёхмиллионного годового оборота, и в котором были задействованы её братья Михаил Исаакович Шварцман (1870—1937, с 1900 года управляющий) и Александр Исаакович Шварцман (1882—1970, с 1909 года член правления), а также мужья её сестёр Елизаветы (1873—1943) и Марии (1863—1948), соответственно, врачи Владимир Евсеевич Мандельберг (с 1908 года — председатель правления паевого товарищества) и Лев Евсеевич Мандельберг (с 1914 года член правления). Фирма пострадала во время еврейских погромов 1905 года, но уже через год была восстановлена в прежнем размере.
С 31 декабря 1898 года была замужем за помощником присяжного поверенного, впоследствии музыковедом, композитором, литературным и художественным критиком Германом Леопольдовичем Ловцким (1871—1957), братом шахматиста Мойше Ловцкого.
Окончила философское отделение Бернского университета (1898—1909), в 1909 году защитила диссертацию о философии Генриха Риккерта по теме «Studien zur erkenntnistheorie: Rickerts lehre über die logische struktur der naturwissenschaft und geschichte» (опубликована отдельной книгой — Борна—Лейпциг: R. Noske, 1910). В годы Первой мировой войны переехала с мужем в Женеву (1914—1921), откуда в январе 1922 года в Берлин (1922—1933). Занявшись психоанализом, была анализандом сначала Сабины Шпильрейн, а после переезда в Берлин — Макса Эйтингона (познакомила последнего со своим братом, Львом Шестовым). Была членом Германского психоаналитического общества в 1928—1935 годах, в сентябре 1933 года переехала в Париж, а в декабре 1939 года — в Палестину, жила в Иерусалиме, где вела психоаналитический семинар. 11 сентября 1956 года поселилась в Цюрихе.
Написала ряд психоаналитических портретов известных личностей, в том числе «Soeren Kierkegaard: l'expérience subjective et la révélation religieuse» (Revue française de psychanalyse, vol. 9, n° 2, 1936), «Mahatma Gandhi. A contribution to the psycho-analytic understanding of the causes of war and the means of preventing wars» (International Journal of Psycho-Analysis, vol. 33, n° 4, 1952), «L'angoisse de la mort et l'idée du bien chez L. N. Tolstoï» (Revue française de psychanalyse, vol. 23, n° 4, 1959), а также труды по клиническому психоанализу — «Eine okkultistische Bestätigung der Psychoanalyse» (Imago 12 (1), 70—87, 1926), «Bedeutung der Libidoschicksale für die Bildung Religiöser Ideen» («Das dritte Testament» von Anna Nikolajewna Schmidt, Imago, 13, 83—121, 1927), «L'opposition du surmoi à la guérison: trois cas cliniques» (Revue française de psychanalyse, vol. 7, n° 2, 1934), «Das Problem des Masochismus und des Strafbedürfnisses im Lichte klinischer Erfahrung» (Psyche, 1956, 10(5), 331—347). Её монография «Sören Kierkegaard, das subjektive Erlebnis und die religiöse Offenbarung: eine psychoanalytische Studie einer Fast-Selbst-Analyse» (Вена: Internationaler psychoanalytischer Verlag, 1935) вышла с предисловием Отто Ранка и уже через два года была опубликована на французском языке — «Soeren Kirkegaard, l'expérience subjective et la révélation religieuse: étude psychanalytique» (Париж: Editions Denoël & Steele, 1937).

## Семья
- Сестра — Софья Исааковна Балаховская (1862—1941), была замужем за инженером и промышленником Даниилом Григорьевичем (Герцевичем) Балаховским (1862—1931), сахарозаводчиком и меценатом[15]; в 1926—1929 годах Лев Шестов с семьёй жил в их парижской квартире. Их дочь Евгения (1890—1991) была замужем за виолончелистом Иосифом Прессом (1881—1924); их сын — профессор Сергей Данилович Балаховский (1896—1957), доктор медицинских наук, заведующий кафедрой биохимии Третьего московского медицинского института и лабораторией Института биохимии им. А. Н. Баха АН СССР, лауреат Сталинской премии (1946), был женат на дочери основоположника советской биохимии, академика А. Н. Баха Ирине Алексеевне Бах-Балаховской (1901—1991), докторе исторических наук, сотруднице Института Марксизма-Ленинизма при ЦК КПСС;[16][17][18] другой сын — инженер-изобретатель Жорж Балаховский (1892—1976), автор книг «Sur la dependance entre l'aimantation remanente, l'aimantation spontanee et la temperature» (1917) и «Dans le sillage de Mary Baker Eddy: introduction à l'étude de la science chrétienne» (1965).
- Сестра (по отцу) — Дора Исааковна Шварцман, была замужем за инженером Денисом Николаевичем Поддергиным, инспектором Профессиональной строительной школы в Одессе и Нежинского ремесленного училища, в 1897—1900 годах директором Ивано-Вознесенского низшего механико-технического училища, в 1900—1915 годах директором Александровского механико-технического училища.
- Племянница — скульптор Сильвия Луцкая.
- Двоюродный брат (сын сестры отца, Софьи Моисеевны Шварцман, 1850—1910) — Николай Яковлевич Прицкер (1871—1956), основал в Чикаго адвокатскую контору Pritzker & Pritzker, а также династию Прицкер, среди членов которой его внук — основатель гостиничной сети Hyatt Hotels Corporation и архитектурной Прицкеровской премии Джей Прицкер (1922—1999)[19]. Жена Н. Я. Прицкера Анна — также приходилась Ф. И. Ловцкой двоюродной сестрой (племянница её матери Анны Григорьевны Шварцман)[20].

## Статьи
- Eine okkultistische Bestätigung der Psychoanalyse. Imago 12 (1), 1926, 70—87[21].
- Bedeutung der Libidoschicksale für die Entwicklung der religiösen Ideen («Das dritte Testament» von Anna Nikolajewna Schmidt). Imago 13 (1), 1927, 83—121.
- L’opposition du surmoi à la guérison. Trois cas cliniques. RFP 7 (2), 1934, 197—216[22].
- Die Wiederholung bei Kierkegaard. Almanach der Psychoanalyse 10, 1936, 175—182.
- Soeren Kierkegaard: l'expérience subjective et la révélation religieuse. Revue française de psychanalyse, vol. 9, n° 2, 1936.
- Mahatma Gandhi. A contribution to the psycho-analytic understanding of the causes of war and the means of preventing wars. IJP 33, 1952, 485—488.
- Das Problem des Masochismus und des Strafbedürfnisses im Lichte klinischer Erfahrung. Psyche 10, 1956, 331—347.
- L’angoisse de la mort et l’idée du bien chez L. N. Tolstoï. RFP 23, 1959, 495—525.

## Книги
- Studien zur erkenntnistheorie: Rickerts lehre über die logische struktur der naturwissenschaft und geschichte. Борна—Лейпциг: R. Noske, 1910.
- Sören Kierkegaard, das subjektive Erlebnis und die religiöse Offenbarung: eine psychoanalytische Studie einer Fast-Selbst-Analyse. Вена: Internationaler psychoanalytischer Verlag, 1935.
- Soeren Kirkegaard, l'expérience subjective et la révélation religieuse: étude psychanalytique. Париж: Editions Denoël & Steele, 1937.

## Галерея
- Сёстры Соня, Фаня, Мария и Лиза Шварцман (фотография)